# Simulium tumpaense
Simulium tumpaense es una especie de insecto del género Simulium, familia Simuliidae, orden Diptera.

## Taxonomía
Fue descrita científicamente por Takaoka & Roberts, 1988.